# Grizzlys Catalans
Els Grizzlys Catalans són un club català de futbol americà de Sant Llorenç de la Salanca. Van ser fundats el 2012, i des del 2020, competeixen a la primera divisió de futbol americà de França (D1).
Des del seu naixement com a equip local a les viles del nord del Rosselló, han gaudit d'un creixement i èxit fulgurant que els han dut, en només pocs anys després de la seva constitució de la mà del seu fundador i president Laurent Aliu, a diversos ascensos de categoria i títols de campionats de les divisions franceses. Coneguts com «els catalans de Pià» pel seu arrelament en aqueixa altra vila rossellonesa, on hi tenen l'acadèmia formativa de Jo Maso, del 2021 ençà els Grizzlys Catalans disputen els seus partits com a equip local al Parc Esportiu Molí de Vent de Perpinyà.
Un cop establerts com a equip perpinyanenc, el 2024 es van convertir en el tercer equip esportiu professional de la història de la ciutat, juntament amb la Unió Esportiva Arlequins de Perpinyà (de rugbi a 15) i els Dracs Catalans (de rugbi a 13). Tot i el seu nom, que el 2017 va passar a incloure el terme «Catalans» per a representar millor la Catalunya del Nord, el club es comunica exclusivament en francès, sense cap ús social o institucional de la llengua catalana.

## Història

### Fundació i anys primerencs
L'equip fou creat inicialment, l'any 2012, com a «Grizzlies», amb origen a Sant Llorenç de la Salanca, a l'extrem nord del Rosselló català. Fundat per Laurent Aliu, que n'ha exercit sempre de president, i per Farid Kachour —primer entrenador i després director esportiu— va començar amb un tarannà molt local, d'abast familiar i fent pedagogia de difusió d'aqueix esport a la vila salanquesa. Durant la primera temporada, la 2012-2013, va participar amb uns quaranta esportistes federats, va celebrar torneigs d'exhibició i va crear una xarxa d'esport de formació amb què cercava mainatges de la categoria mínima (des dels 13 anys) i fins a cadets, júniors i sèniors. Més endavant, també es va ampliar la formació dels cadets amb un acord bilateral amb els Sea Dragons de Marcilhan i diversos campus d'estiu a Barcarès amb entrenadors de la selecció francesa.

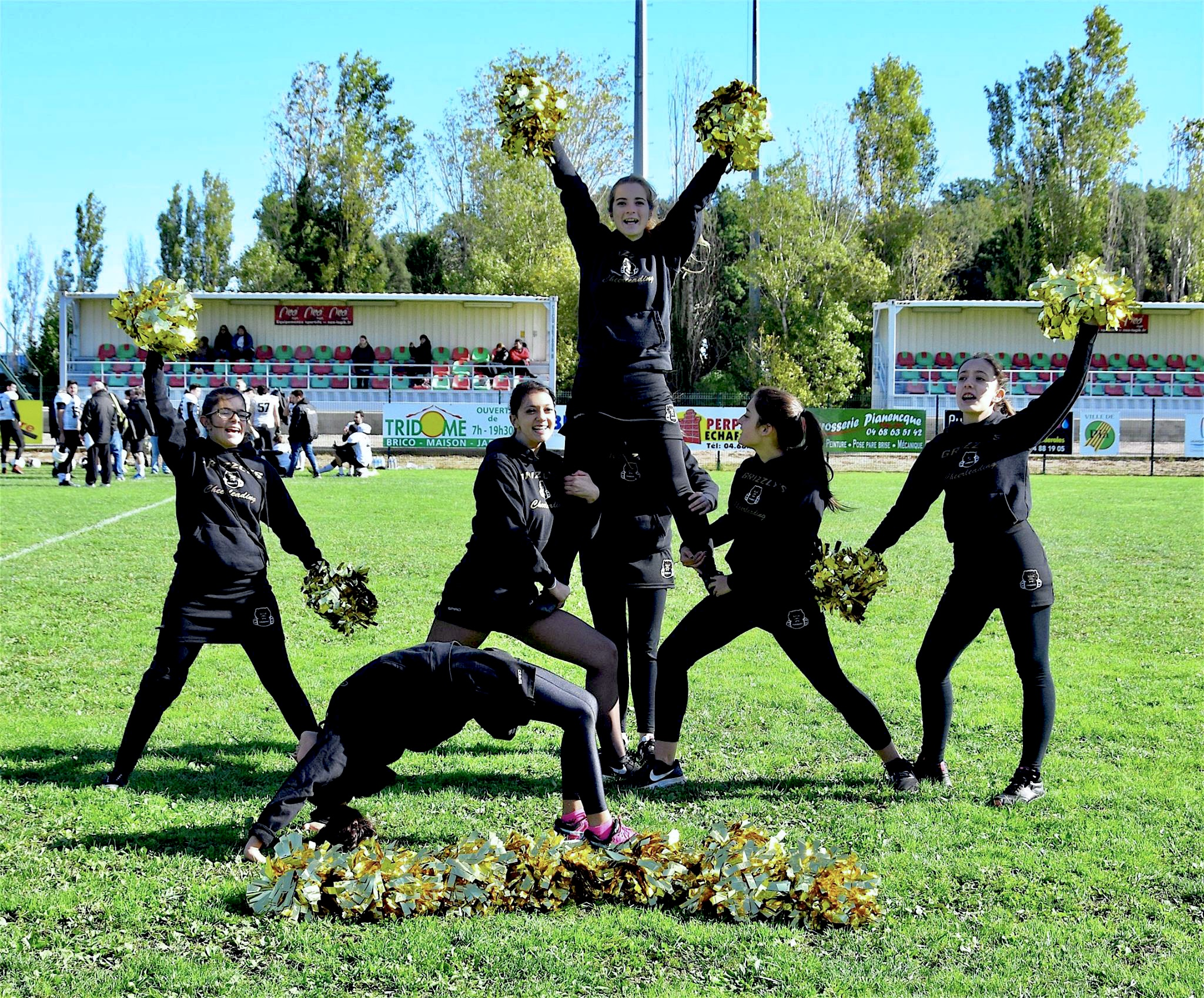
L'equip d'animadores oficial del club

El club també és conegut des dels seus orígens i partits primerencs com «els catalans de Pià», atesa la vinculació d'aqueixa altra vila quant a jugadors, patrocinadors i animadors, sobretot a partir del 2016, amb partits disputats a l'estadi Daniel Ambert pianenc. Una altra de les característiques dels Grizzliesdes de l'inici és que va incorporar les tecnologies digitals des del primer moment: va ser pionera del seu àmbit i al País Català a l'hora de retransmetre els seus partits com a visitant via Facebook Live, una acció que li va permetre consolidar la massa d'afeccionats i engrescar nous mainatges. Davall del nou estil de xarxes digitals, també va importar l'aspecte de les animadores oficials i els espectacles previs i durant el partit, una circumstància que va contribuir encara més a superar l'assistència d'espectadors fins a més de 1.000 persones als partits com a local.
L'any 2015, només tres temporades després de la seva creació, van guanyar el títol de campions regionals de l'antic Llenguadoc-Rosselló i van fer el salt a la darrera de les categories estatals, la tercera divisió de futbol americà de França (D3).

### Ascensos de categoria i professionalització

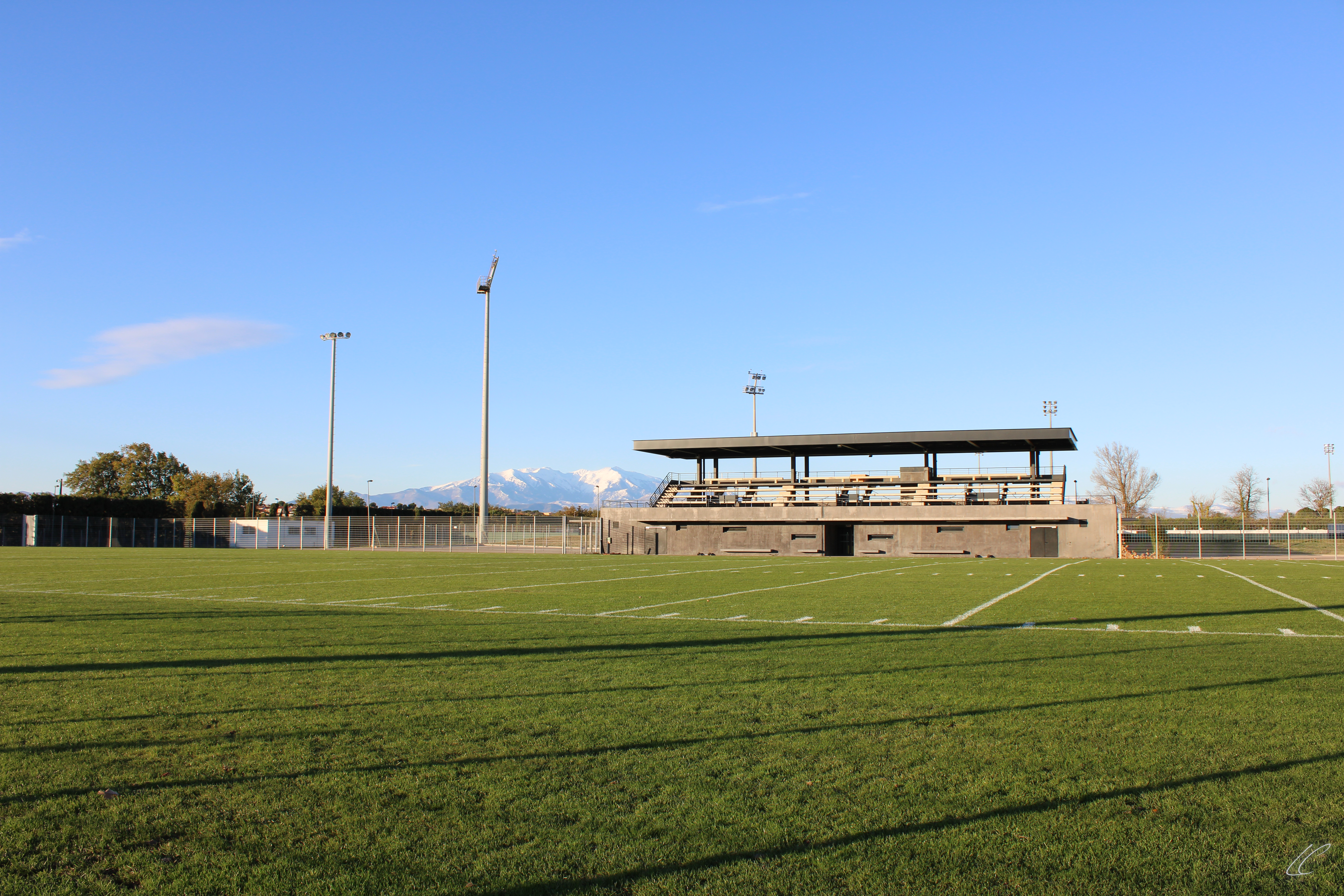
Parc Esportiu Molí de Vent de Perpinyà, l'estadi local on competeixen els Grizzlys Catalans

El 2017, la Junta Directiva va fer un canvi de nomenclatura i l'equip va adoptar el nou nom «Grizzlys Catalans», segons el mateix club amb l'objectiu de «representar millor el departament i el País Català a França i internacionalment». Més endavant, abans de l'inici de la pandèmia de COVID-19 i partir dels principis del futbol americà formatiu, el club va constituir una acadèmia amb què els joves poguessin entrenar i compaginar els estudis, situada al Complex Esportiu Jo Maso, també al terme municipal de Sant Llorenç de la Salanca. En la temporada 2017-2018, el seu progrés fulgurant el va proclamar campions de la tercera divisió i van ascendir a la segona divisió de futbol americà de França (D2), amb una victòria en la final per 30-14 contra els Dragons de París i la consecució del conegut com a Casc d'argent.
I un any més tard, el 2019, va formalitzar l'absorció dels Arcàngels de Perpinyà, un altre club de la comarca. Fou aquella, la temporada 2018-2019, en què va tornar a reeixir en la seva categoria i va aconseguir proclamar-se vencedor de la Conferència Sud de la D2 (de les quatre de l'Estat francès) i novament arribar fins a la final del campionat, que va perdre per 21-19 contra els Vikings de Villeneuve-d’Ascq (equip que no va ascendir per motius administratius). Nogensmenys, el títol de subcampió va permetre als Grizzlys Catalans l'ascens històric a la primera divisió de futbol americà de França (D1).
Atès el seu creixement en el panorama esportiu de l'Estat francès, el 2021 l'Ajuntament de Perpinyà va convèncer el club de traslladar-s'hi i des de la temporada 2021-2022 va començar a jugar els seus partits com a local al Parc Esportiu Molí de Vent. Des d'ençà, s'hi ha mantingut amb diverses temporades a la primera divisió, dins la conferència B —de les dues en què se separa territorialment la lliga regular— i amb moments puntuals en què ha arribat a ocupar la tercera posició, com a mitjan 2023, i diverses fases d'eliminació directa disputades (Wild Cards) perdudes. La temporada 2023-2024 va fitxar l'històric jugador i entrenador català Oscar Calatayud, que hi va exercir un any per a tornar després als Badalona Dracs.
L'apogeu del club feu que el 2024, juntament amb la seva professionalització definitiva a Perpinyà i amb suports institucional i d'esponsorització, hi hagués nous interessos d'inversos estrangers dels EUA. A més a més, la temporada 2024-2025, amb el llançament d'EA Sports College Football 25, els Grizzlys Catalans es van convertir en el primer equip esportiu de Perpinyà, com també del futbol americà als Països Catalans, en aparèixer com a club jugable en una edició de videojocs esportius. No s'havia comercialitzat cap joc digital sobre futbol americà d'ençà del NCAA Football 14 i, per primer cop, a College Football 25 es van incloure els dotze equips de la primera divisió francesa.

## Resultats a primera divisió (D1)
Des del seu ascens a la primera divisió de futbol americà de França en la temporada 2018-2019, els resultats dels Grizzles d'ençà de la temporada 2019-2020 han estat els següents, en les quals va arribar a tres fases eliminatòries consecutives entre el 2022 i el 2024, però que va perdre:
| Temporada | Lliga regular (Conferència B)           | Lliga regular (Conferència B)           | Lliga regular (Conferència B)           | Lliga regular (Conferència B)           | Lliga regular (Conferència B)           | Lliga regular (Conferència B)           | Eliminacions directes                   | Eliminacions directes                   | Eliminacions directes                   | Eliminacions directes                   | Eliminacions directes                   | Eliminacions directes                   | Eliminacions directes                   | Eliminacions directes                   |
| Temporada | V                                       | E                                       | D                                       | Total                                   | PF                                      | PC                                      | V                                       | E                                       | Total                                   | PF                                      | PC                                      | Fase                                    | Rival                                   | Resultat                                |
| --- | --------------------------------------- | --------------------------------------- | --------------------------------------- | --------------------------------------- | --------------------------------------- | --------------------------------------- | --------------------------------------- | --------------------------------------- | --------------------------------------- | --------------------------------------- | --------------------------------------- | --------------------------------------- | --------------------------------------- | --------------------------------------- |
| 2020 | 1                                       | 0                                       | 3                                       | 4                                       | 80                                      | 178                                     | -                                       | -                                       | -                                       | -                                       | -                                       | -                                       | -                                       | -                                       |
| 2021 | no disputat per la pandèmia de COVID-19 | no disputat per la pandèmia de COVID-19 | no disputat per la pandèmia de COVID-19 | no disputat per la pandèmia de COVID-19 | no disputat per la pandèmia de COVID-19 | no disputat per la pandèmia de COVID-19 | no disputat per la pandèmia de COVID-19 | no disputat per la pandèmia de COVID-19 | no disputat per la pandèmia de COVID-19 | no disputat per la pandèmia de COVID-19 | no disputat per la pandèmia de COVID-19 | no disputat per la pandèmia de COVID-19 | no disputat per la pandèmia de COVID-19 | no disputat per la pandèmia de COVID-19 |
| 2022 | 7                                       | 0                                       | 3                                       | 10                                      | 327                                     | 236                                     | 0                                       | 1                                       | 1                                       | 34                                      | 35                                      | Wild Card                               | Cougars de Saint-Ouen-l'Aumône          | 34 - 35                                 |
| 2023 | 6                                       | 1                                       | 3                                       | 10                                      | 244                                     | 224                                     | 0                                       | 1                                       | 1                                       | 31                                      | 41                                      | Wild Card                               | Flash de La Courneuve                   | 41 - 31                                 |
| 2024 | 5                                       | 1                                       | 4                                       | 10                                      | 221                                     | 180                                     | 0                                       | 1                                       | 1                                       | 27                                      | 33                                      | Wild Card                               | Léopards de Rouen                       | 27 - 33                                 |
| Total | 19                                      | 2                                       | 13                                      | 34                                      | 628                                     | 594                                     | 0                                       | 3                                       | 3                                       | 92                                      | 109                                     |                                         |                                         |                                         |
| V= victòries E = empats D = derrotes PF = punts a favor PC = punts en contra Wild Card = fase d'eliminatòria |                                         |                                         |                                         |                                         |                                         |                                         |                                         |                                         |                                         |                                         |                                         |                                         |                                         |                                         |

1. ↑  Temporada interrompuda per la pandèmia de COVID-19

## Palmarès

### Competicions estatals
- Campió de la tercera divisió de futbol americà de França (1) - Casc d'argent: 2017-2018[13][14]
- Subcampió de la segona divisió de futbol americà de França - Campió de la conferència sud (1): 2018-2019[16]